# Michael Ronda
Michael Ronda (Mexico-Stad, 28 september 1996) is een Mexicaanse acteur, zanger en danser. Hij speelde onder meer Simón Álvarez in de Argentijnse telenovela Soy Luna.

## Leven en werk
Ronda's vader Davide Ronda is van Italiaanse afkomst, zijn moeder Vicky Escobosa is Mexicaanse. Hij heeft een oudere zus en een jongere broer. In 2011 had hij veel rollen, waaronder die van Camilo in La fuerza del destino. Hij speelde ook in de avondvullende films La Noche del Pirata en Bacalar, als respectievelijk Dani en Santiago. Beter bekend is hij door zijn rol van Poncho in de televisieserie Como dice el dicho. In 2016 speelde hij Simón Álvarez in de serie Soy Luna van Disney Channel Latin America. Sinds 2020 speelt hij Javier Williams in het Netflix-drama Control Z.

## Prijzen en nominaties
| Jaar | Prijs                         | Categorie         | Werk     | Resultaat   |
| ---- | ----------------------------- | ----------------- | -------- | ----------- |
| 2015 | Kids' Choice Awards Mexico    | Favorite Handsome | Zichzelf | Genomineerd |
| 2016 | Kids' Choice Awards Mexico    | Favorite Actor    | Soy Luna | Genomineerd |
| 2016 | Kids' Choice Awards Colombia  | Favorite Actor    | Soy Luna | Genomineerd |
| 2016 | Kids' Choice Awards Argentina | Favorite Actor    | Soy Luna | Genomineerd |
| 2017 | Kids' Choice Awards Mexico    | Favorite Actor    | Soy Luna | Gewonnen    |
| 2017 | Kids' Choice Awards Argentina | Favorite Actor    | Soy Luna | Gewonnen    |
| 2017 | Tú Awards                     | #El chico sexy    | Soy Luna | Genomineerd |
| 2018 | Kids' Choice Awards Mexico    | Favorite Actor    | Soy Luna | Gewonnen    |
| 2018 | Kids' Choice Awards Argentina | Favorite Actor    | Soy Luna | Genomineerd |